# Jizz
Jizz är ett uttryck som används av fågelskådare världen över. Jizzen är en fågels storlek, form, rörelsemönster, flygsätt, beteendet och liknade som gör att den "upplevs" som en viss art. I jizzen ingår alltså inte sådant som fjäderdräkt eller läte. Ordet "jizz"  har ofta härletts till brittisk militärflygsjargong från första världskriget och dess förkortning GISS: General Impression of Size and Shape, vilket användes om flygplan. Forskning har dock visat att uttrycket jizz är äldre än så. En mer formell synonym är habitus (som ej bör förväxlas med habitus inom sociologi och antropologi).